# ネーメ・ヤルヴィ

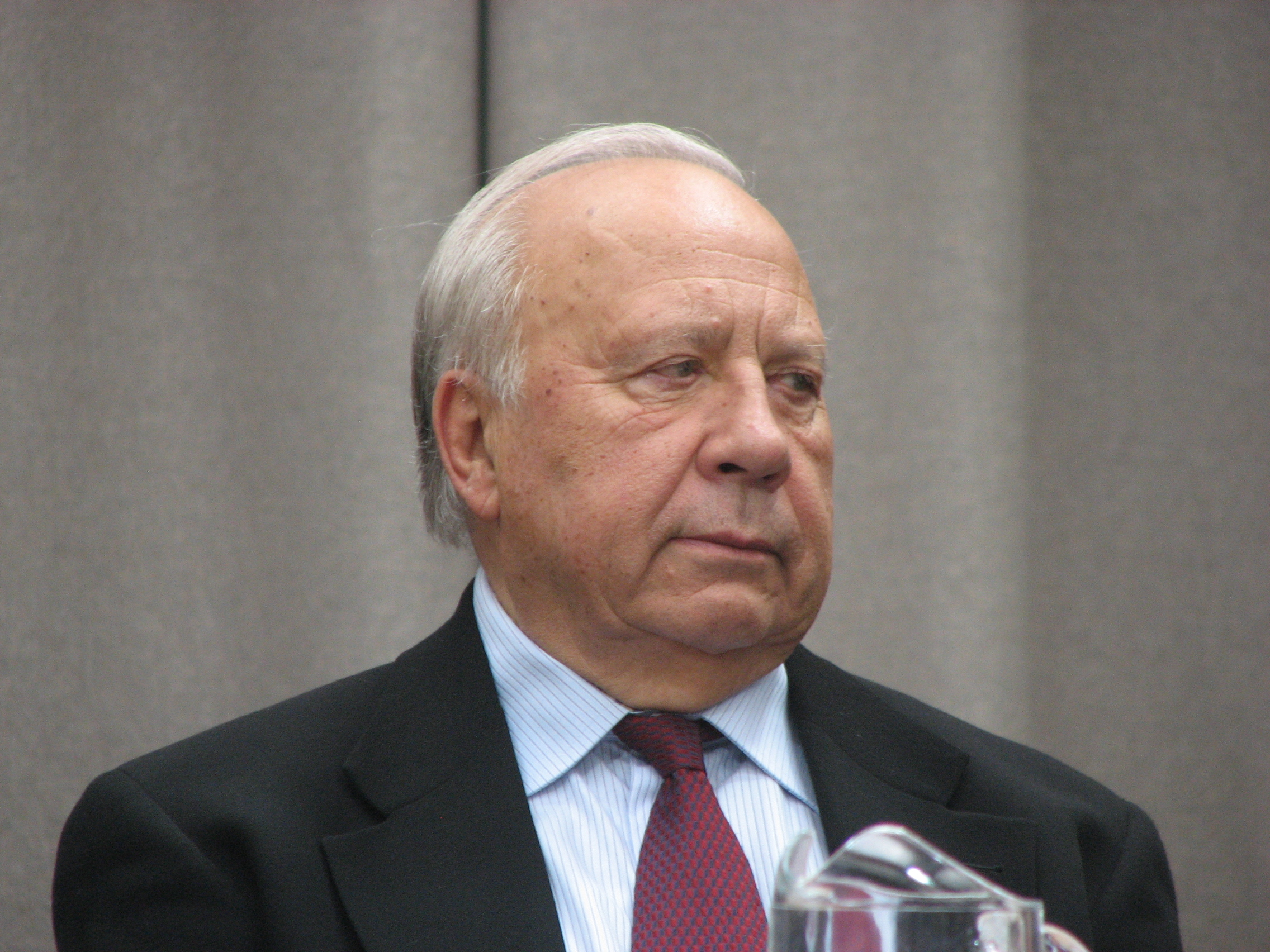
ネーメ・ヤルヴィ

ネーメ・ヤルヴィ（またはイェルヴィ、Neeme Järvi, né Jööts, ロシア語: Не́эме Я́рви, 1937年6月7日 – ）は、エストニア出身の指揮者。

## 人物・来歴

### 略歴
旧ソ連時代のタリン出身。タリン音楽院で打楽器と合唱指揮を学んだ後、レニングラード音楽院に進んでエフゲニー・ムラヴィンスキーに師事。タリン音楽院在学中の1960年にエストニア放送交響楽団に入団し打楽器奏者として活躍した。その後指揮者に転じ、1963年から1979年までエストニア放送交響楽団（1975年エストニア国立交響楽団に改称）の首席指揮者、1963年から1975年までエストニア国立歌劇場首席指揮者を歴任。1971年に聖チェチーリア国立音楽院国際指揮者コンクールで第１位を獲得した。
1980年にアメリカ合衆国に出国。1982年から2004年までエーテボリ交響楽団首席指揮者、1984年から1988年までロイヤル・スコッティシュ・ナショナル管弦楽団首席指揮者、1990年から2005年までデトロイト交響楽団音楽監督、1995年9月より日本フィルハーモニー交響楽団客員首席指揮者、2005年から2009年までニュージャージー交響楽団音楽監督、2005年から2012年までハーグ・レジデンティ管弦楽団首席指揮者、2010年から2020年までエストニア国立交響楽団芸術監督兼首席指揮者（2017年から名誉芸術監督）を務める。

ヤルヴィは、カラヤン以後の世代で最も録音数の多い指揮者として記憶と記録に残されている。その録音では、あらゆる作曲家のあまり知られていない作品を数多く取り上げ世に紹介している。厖大なレパートリーの中でも、ロマン派音楽と20世紀音楽の解釈で知られ、フランツ・シュミットの交響曲全曲録音は、この作曲家の名声の復活と、国際的な普及に貢献した。エストニア音楽の庇護者でもあり、エドゥアルド・トゥビンやアルヴォ・ペルトの録音も有名で、ペルトの「クレド」は1968年にヤルヴィの指揮で初演された。
得意とする作曲家はショスタコーヴィチで、交響曲全集（交響曲第7番『レニングラード』の録音は、その年に死去した師のエフゲニー・ムラヴィンスキーに捧げられている）、バレエ音楽の録音が知られている。また、デトロイト時代には積極的にアメリカ人交響曲作家の系譜をたどり、チャドウィックやエイミー・ビーチ、アイヴズ、バーバー等の作品を録音して世界に広めた。
客演先は厖大で手広く指揮している。その中でもベルリン・フィルハーモニー管弦楽団とは親密な関係を築いており、ほぼ毎年のように客演し、レコーディングも行っている。
ヤルヴィは打楽器奏者出身の指揮者であるためか、ティンパニや小太鼓等を強調する傾向があると共に、速いテンポ設定（例えば、Chandosレーベルに録音したマーラーの交響曲第6番「悲劇的」第1楽章は反復を行って20分を切っている）により、音楽のうねりや力感を強調し、情緒やニュアンスを排した解釈が特徴的である。それ故引き出される音楽は、一方では知的で構成力を感じさせる半面、ともすれば無味乾燥ともとられかねない。しかし、細部にとらわれずに、巧みな牽引力によってオーケストラから輝かしく力強い音色を引き出し、爆発的に燃焼力の高い演奏を行なっている。

### 家族
長男パーヴォ（1962年 - ）、次男クリスチャン（1972年 - ）も指揮者。長女マーリカ（1964年 - ）はフルート奏者。